# Crimen (canción)
«Crimen» es una canción y sencillo del cantautor argentino Gustavo Cerati, lanzada como primer sencillo promocional de su cuarto álbum de estudio Ahí vamos, publicado en el año 2006. La letra fue escrita por él mismo. Es una de las canciones más conocidas de su etapa como solista y uno de sus éxitos masivos. Fue elegida en 2007, como mejor canción de rock de América por los premios Grammy Latino. Fue interpretada por Cerati en las giras musicales para promocionar los álbumes Ahí vamos y Fuerza natural.

## Música
La canción podría ser definida como una "balada de rock", construida sobre una fusión de rock suave con ritmos lentos y delicados. La versión original fue incluida en el álbum Ahí vamos; tiene una introducción bien elaborada comenzando con un instrumento solamente, el piano, a lo cual Cerati describió como raro el comenzar una canción con dicho instrumento, ya que Ahí vamos es un álbum muy rockero. Los acordes son Mi mayor, Do mayor, Re mayor, Sol sostenido menor, La mayor, Fa sostenido menor y Si mayor. La canción cambia entre las tonalidades de Mi mayor y Mi menor.

## Lanzamiento
Cerati sentía que la canción no encajaba en el álbum Ahí vamos y estuvo cerca de no ser incluida en el mismo, a tal punto que se la ofreció a la cantante colombiana Shakira para que la grabara cuando la canción se llamaba «Celos». La intervención del productor Tweety González, que de solo escucharla sin la letra ya le gustó, fue clave para convencer a Cerati de incluirla. Fue la última canción en ser grabada, en diciembre de 2005.

## Video musical
Fue dirigido por Joaquín Cambre, el cual realizó el video también de «Adiós». El video se ambienta en los años 1940, y aparece Cerati diciendo la siguiente frase: "Últimamente los días y las noches se parecen demasiado, si algo aprendí en esta ciudad es que: no hay garantías, nadie te regala nada. Todo podía terminar terriblemente mal... pero este caso había que resolverlo".
El video musical muestra una historia no lineal, que comienza con el final: el descubrimiento del asesinato de un detective privado (personificado por Gustavo Cerati) en su oficina, al amanecer. Luego vuelve al pasado, dónde se relatan las circunstancias en las que este detective es llevado a la muerte. La noche anterior, el detective comenzaba a investigar la vida privada de una bella mujer (interpretada por Mónica Antonópulos), por encargo de un cliente. La sigue para fotografiarla en sus encuentros amorosos, y ella lo sorprende. Estando más tarde el detective en un bar, ella lo seduce, para acceder a las fotografías que la inculpan. Ambos abandonan el lugar y se dirigen en automóvil a la oficina del detective. Una vez allí, ella cierra la puerta y le dispara en reiteradas ocasiones. El detective cae al suelo, muerto, mientras comienza a amanecer, y vuelve a unos segundos antes de que encontraran su cuerpo en la secuencia inicial del video (posterior al prefacio relatado por Cerati).
La puesta en escena se destaca por un juego de contrastes entre luces y sombras, muy en el estilo del cine negro americano, y en el dominio del tono azul. Además de un cambio radical en el estilo del cabello de Gustavo Cerati, quien es conocido por sus rizos desordenados pero en esta producción lleva una cabellera engominada, peinada cuidadosamente hacia el lado derecho.
La presentación oficial del video fue realizada el 9 de mayo de 2006 en el resto/bar Kandi ubicado en el barrio Las Cañitas (Báez 340) de la Ciudad Autónoma de Buenos Aires en un evento especial auspiciado por Mega 98.3, al cual por medio de concursos les regaló entradas a los participantes para asistir al evento presenciado también por el propio Gustavo Cerati, además asistió el equipo de trabajo del video musical, el director Juan Pablo Olivares (director de varios videos musicales de Cerati) y el montajista Felipe Barra. Al día siguiente, el video comenzó a circular por los distintos canales musicales de televisión.

## Personal
- Gustavo Cerati: Voces y guitarra eléctrica.
- Leandro Fresco: Piano y sampler.
- Fernando Nalé: Bajo.
- Bolsa González: Batería.
- Fernando Samalea: Batería y Bandoneón.

## Circunstancias relacionadas
- Ricardo Mollo (cantante, compositor y guitarrista de Divididos) participó en una de las presentaciones de la gira interpretando «Crimen» (a pedido de Mollo) y «Bomba de tiempo» (a pedido de Cerati). La invitación fue pedida por Mollo a Cerati con la intención de eliminar el antagonismo que existía entre el público de Divididos con Cerati.[4][5] Dicha reunión ocurrió el 1 de julio de 2006 en el Estadio Pepsi Music.[6][7] «Crimen» también pasó a ser la canción elegida por Mollo en las distintas participaciones que hubo para homenajear a Cerati luego de haber sufrido un ACV en 2010 y su posterior fallecimiento en 2014.

## Versiones
- La versión clásica está incluida en el álbum de estudio Ahí vamos y es la que se ejecuta en el video musical.
- La canción fue interceptada en las giras para promocionar los álbumes Ahí vamos y Fuerza natural.
- La cantante colombiana Nina Rodríguez grabó una versión de «Crimen» para su álbum debut de 2013 Nina Rodríguez.
- El grupo chileno La Ley interpretó una versión de «Crimen» durante su presentación en el LV Festival Internacional de la Canción de Viña del Mar, en la cual participó como bajista invitado el ex Soda Stereo, Zeta Bosio, quien dedicó unas sentidas palabras hacia Gustavo Cerati antes de iniciar la interpretación.
- Enrique Bunbury y Andrés Calamaro realizaron su versión cantando en un concierto en México homenajeando a Gustavo Cerati en el año 2014 para su álbum en directo Hijos del pueblo.[8]

## Uso en medios
- «Crimen» fue incluida en la banda sonora de la teleserie de Canal 13 Soltera otra vez.
- «Crimen» fue utilizada en el capítulo 12 del ciclo de unitarios La Celebración, titulado "Día del amigo".

## Premios
Grammy Latinos
- 2007 | Ganador "Mejor canción rock": "Crimen"

Premios MTV Video Music Awards Latinoamérica
- 2006 | Ganador "Mejor canción rock": "Crimen"
- 2006 | Nominación "Video del año": "Crimen"

Carlos Gardel
- 2007 | Ganador "Canción del Año": "Crimen"
- 2007 | Ganador "Mejor videoclip": "Crimen"
- 2007 | Ganador "Interpretación del Año": "Crimen"

Rock & Pop Awards
- 2007 | Ganador "Interpretación en Vivo del Año": "Crimen"
- 2007 | Nominación "Mejor videoclip": "Crimen"

## Posicionamiento en listas

### Semanales
| País      | Lista             | Mejor posición |
| 2025      | 2025              | 2025           |
| --------- | ----------------- | -------------- |
| Argentina | Argentina Hot 100 | 57             |